# Erbè
Erbè là một đô thị ở tỉnh Verona trong vùng Veneto của Ý, có cự ly khoảng 110 km về phía tây của Venice và khoảng 20 km về phía nam của Verona. Tại thời điểm ngày 31 tháng 12 năm 2004, đô thị này có dân số 1.619 người và diện tích là 15,9 km².
Erbè giáp các đô thị: Castelbelforte, Isola della Scala, Nogara, Sorgà, và Trevenzuolo.